# Odry
Odry település Csehországban, Nový Jičín-i járásban. Odry Jindřichov, Vražné, Větřkovice, Mankovice, Heřmanice u Oder, Heřmánky, Spálov, Fulnek, Suchdol nad Odrou, Vítkov, Jakubčovice nad Odrou és Bělotín településekkel határos. Lakosainak száma 7343 fő (2024. január 1.).

## Népesség
A település lakosságának változását az alábbi diagram mutatja:
| Lakosok száma | 7558 | 7343 | 6644 | 5893 | 7311 | 7444 | 7291 | 7227 | 7274 | 7343 |
|               | 1869 | 1890 | 1921 | 1950 | 1980 | 2001 | 2017 | 2019 | 2022 | 2024 |